# Ragnvald Blakstad
Ragnvald Blakstad, född 20 maj 1866 och död 26 april 1929, var en norsk industriman. Han var farbror till Gudolf Blakstad.
Efter handelsutbildning sysslade Blakstad först med trävaruindustri men ägnade sig efter 1900 så gott som uteslutande åt utbyggandet av norska vattenkraftsanläggningar. Blakstad vars mest kända kraftanläggningar är Tyssefaldenes kraftverk i Tyssedal och Aura-anläggningarna i Romsdal, framlade planer på hela landets elektrifiering, vilka dock inte kom att realiseras under hans livstid. 
Blakstad stiftade 1916 Blakstadsfoden, avsedd för tuberkulosens bekämpande.